# Армстронгови бројеви
У математици, Армстронгове бројеве представљају сви n-тоцифрени природни бројеви који су једнаки збиру n-тих степена цифара тог броја. Ови бројеви зависе од бројевног система у коме су записани, јер једна иста вредност записана у различитим бројевним системима има различите цифре у свом запису, а некад чак и различит број цифара.

## Примери
Троцифрен број 153 је такође Армстронгов јер је 153=1³+5³+3³.
Остали примери Армстронгових бројева су:   370, 371, 407...